# Schreiteria colombiana
Schreiteria colombiana là một loài bọ cánh cứng trong họ Cerambycidae.